# 曽鯨

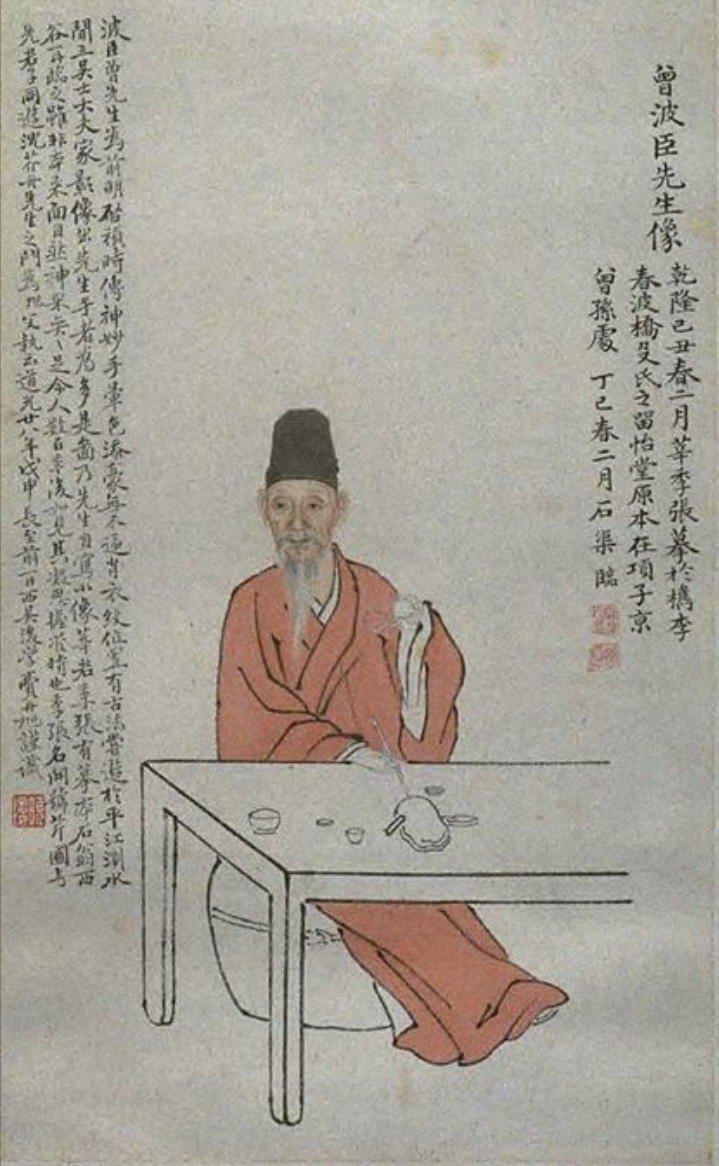
曽鯨肖像画

曽 鯨（そ げい、Zheng Jing、嘉靖43年（1564年） - 順治4年（1647年））は、明代後期の画家。字は波臣。興化府莆田県の出身。人生の大半を金陵一帯（南京）で暮らす。

## 略伝
肖像画家として福建・浙江・江蘇一帯で活躍した。
西洋画の陰影法などを取り込み、肖像画を画いた。「鏡に映したように人物の精神を写し取る」（原文：「如鏡取影、妙得神情」）と称される。

一枚の肖像画を画くのに十数回も隈取り（烘染法）を重ね技巧の粋を尽くしたという。

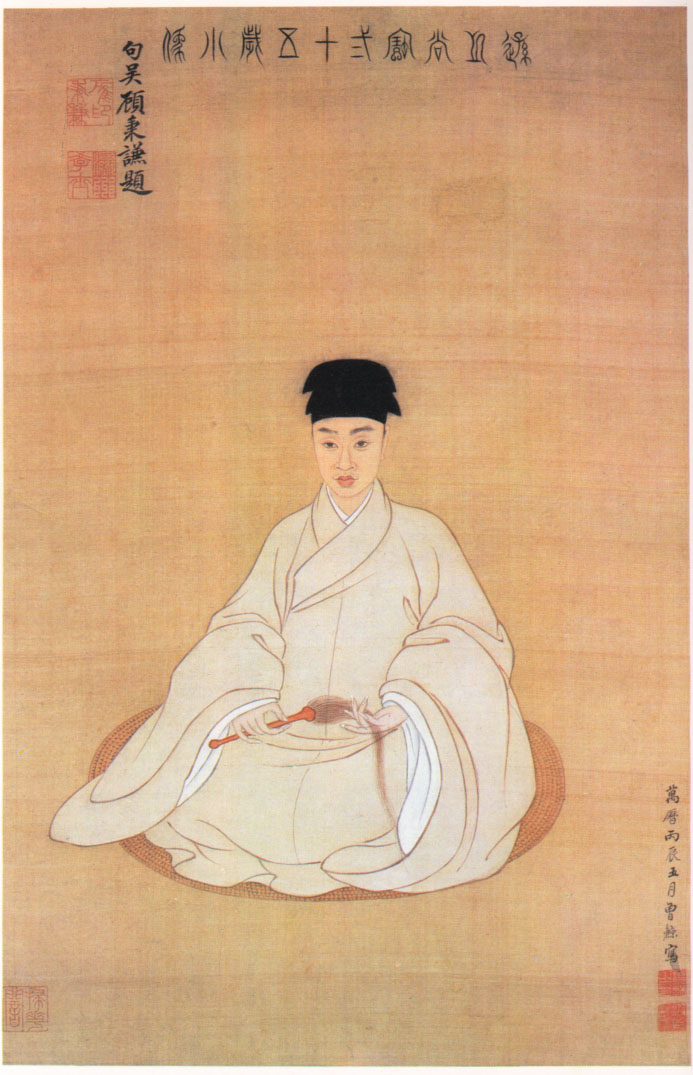
王時敏25歳肖像 顧秉謙題 曽鯨画

その画風は一世を風靡し多くの門人が学んだ。この一派を波臣派と称した。明末清初の肖像画はこの波臣派と江南派の2派に分類される。
晩年は南京郊外の牛首山にて過ごす。視力が低下し細かいものが見えなくなった。享年84。
弟子の張琦作「費隠通容像」は隠元隆琦によって日本にもたらされ、黄檗画の頂相の原点となった。

## 波臣派
| 氏名   | 字   | 出身地             | 備考                      | 出典                |
| ------ | ---- | ------------------ | ------------------------- | ------------------- |
| 郭鞏   | 無疆 | 福建莆田           |                           | 『国朝画微録』巻上  |
| 劉祥開 | 瑞生 | 福建長汀           |                           | 『図絵宝鑑続纂』巻2 |
| 謝彬   | 文候 | 浙江上虞           |                           | 『国朝画微録』巻上  |
| 徐易   | 象九 | 浙江山陰           |                           | 同上                |
| 張琦   | 玉可 | 浙江秀水           |                           | 同上                |
| 張遠   | 子游 | 浙江無錫           |                           | 同上                |
| 沈紀   | 聿修 | 浙江秀水           |                           | 同上                |
| 沈韶   | 爾調 | 江蘇華亭           |                           | 同上                |
| 顧雲仍 | 雲臣 | 江蘇太倉または呉江 | 顧見龍か？ 蘇州虎丘に住す | 『明画録』          |
| 廖大受 | 君可 | 福建               | 江蘇宜興に寄食            | 同上                |
| 顧企   | 宗漢 | 江蘇華亭           |                           | 『図絵宝鑑続纂』巻2 |
| 金穀生 |      |                    |                           | 『明画録』          |
| 王宏卿 |      |                    |                           | 同上                |